# 常蓮寺 (飛騨市)
常蓮寺（じょうれんじ）は岐阜県飛騨市神岡町吉田にある阿弥陀如来を本尊とする浄土真宗本願寺派の寺院で、山号は龍洞山。大国寺とともに飛騨国で最も古い浄土真宗の寺院である。
元亨3年（1323年）に覚如上人の直弟の願智坊永承（覚淳）が飛騨国教化のために派遣され、竹林山華蔵寺という天台宗の寺院跡に草庵を構えたのがその濫觴である。覚如上人の直弟であったため、嘉暦元年（1326年）に覚如上人の執持鈔を賜り、飛騨国における布教に尽力した。願智坊の長男覚照も教団の拡大に功績があったため、聞名寺の寺号を授かり越中八尾に移って新たに寺院を開いている。寛正元年（1460年）には浄蓮寺と寺号を定める。寺のあった北飛騨の領主であった江馬氏と昵懇であったため、江馬氏所蔵の聖徳太子の御自作と伝わる木像を所蔵していた。江馬氏が三木氏に滅ぼされた際に攻撃を受けて伽藍が焼失している。天正16年（1588年）に復興を遂げ、寛永元年（1624年）には常蓮寺と改めた。寛永3年（1626年）には聖徳太子像が聞名寺に移されるが間もなく焼岳が噴火した。噴火の原因として、聖徳太子御尊像が元の常蓮寺にお帰りにならなければ、天災は鎮まらないのではないか、という噂が立ったため、聖徳太子御尊像は常蓮寺に戻されることになった。その際に住民が歓喜して夜を徹して踊ったと伝わる。この踊りが毎年行われるようになり、太子踊りと呼ばれるようになった。現在ではこの踊りは岐阜県の文化財となっている。寺の本堂は享保19年（1734年）と慶応2年（1866年）に再建されており、現在に至っている。岐阜県指定の文化財として、鉦鼓や絹本著色釈迦三尊像を所蔵する。